# Marrakech
Marrakech o Marrakesh (in arabo مراكش‎?, Murrākuš; in berbero ⵎⵕⵕⴰⴽⵛ, Meṛṛakec) è una città del Marocco situata al centro-sud del Paese, a circa 150 km dalla costa dell'Oceano Atlantico; è il capoluogo della regione medio-sud-ovest di Marrakech-Safi.
Tra le maggiori città del Marocco, Marrakech è la più importante delle quattro città imperiali. La regione fu abitata sin dal neolitico da contadini berberi, ma la città attuale è stata fondata nel 1062 da Abu Bakr ibn Omar, capo e cugino degli Almoravidi, il re Yūsuf ibn Tāshfīn. Nel XII secolo, gli Almoravidi edificarono numerose madrase (scuole coraniche) e moschee a Marrakech che portano influenze andaluse. Le mura rosse della città, erette per volere di Ali ibn Yusuf nel 1122-1123 e vari edifici costruiti in questo periodo in pietra arenaria, hanno dato alla città il soprannome di "città rossa" o "città d'ocra".
Marrakech crebbe rapidamente e si affermò come centro culturale, religioso e commerciale per il Maghreb e l'Africa subsahariana; Jamaa el Fna è tuttora la piazza più frequentata dell'Africa. Dopo un periodo di declino, in cui la città fu superata da Fès, nei primi anni del XVI secolo Marrakech divenne nuovamente la capitale del regno. La città riacquistò la sua preminenza grazie ai ricchi sultani saadiani Abd Allah al-Ghalib e Ahmad al-Mansur, che abbellirono la città con palazzi sontuosi, come il Palazzo El Badi (1578) e restaurato molti monumenti in rovina. Nel 1912 fu istituito il protettorato francese del Marocco e Thami El Glaoui divenne Pascià di Marrakech, mantenendo questa posizione per quasi tutta la durata del protettorato fino a quando il suo ruolo è stato abolito dopo l'indipendenza del Marocco e il ristabilimento della monarchia, avvenuta nel 1956.
Come molte città del Marocco, Marrakech comprende una vecchia cittadina fortificata brulicante di venditori con le loro bancarelle (medina), circondata da quartieri più moderni, il più importante dei quali è Gueliz. Oggi è una delle città più trafficate dell'Africa e rappresenta un importante centro economico e turistico. Marrakech vanta il più grande mercato tradizionale berbero (souk) in Marocco, con circa 18 souk che vendono merci che vanno dai tradizionali tappeti di fattura berbera alla più moderna elettronica di consumo. L'artigianato impiega una percentuale significativa della popolazione, che principalmente vende i suoi prodotti ai turisti.
Marrakech è servita dall'Aeroporto Internazionale Menara e da una stazione ferroviaria che collega la città con Casablanca e il nord del Marocco.

## Storia
Si ritiene che Marrakech sia stata fondata all'inizio della dinastia almoravide, fra il 1062 ed il 1070, da Yūsuf ibn Tāshfīn, un importante capo militare che - dopo aver conquistato il Marocco - occupò la Spagna islamica deponendo gli emiri locali, dopo aver sconfitto i cristiani nella battaglia di al-Zallaqa.
Agli Almoravidi seguì la dinastia almohade e, nel 1184, salì al trono Yaʿqūb al-Manṣūr, il terzo discendente della dinastia, che arricchì la città di opere importanti, facendo erigere la nuova casba e l'imponente moschea della Koutoubia. La sua corte fu frequentata da poeti e filosofi fra i quali Ibn Rushd (più noto come Averroè).
I regni almoravide e almohade durarono circa 2 secoli e attorno al 1220 la città fu saccheggiata, distrutta e quindi ricostruita, finché nel 1269 non fu conquistata dal sultano merinide Abu Yusuf Ya'qub ibn 'Abd al-Haqq, che sconfisse l'ultimo califfo almohade Abu l-'Ala al-Wathiq bi-llah Idris. I Merinidi spostarono la capitale a Fès, Marrakech incominciò a soffrire di un relativo declino che durò fino alla metà del XVI secolo, quando la città passò alla dinastia Sa'dide i quali ne fecero la loro capitale, ridandole impulso. Risale a questo periodo la costruzione del Palazzo El Badi per opera del sultano Ahmad al-Mansur, come pure i mausolei detti tombe Sa'diane.
A questo periodo seguì la dinastia alawide, il sultano Mulay Ismāʿīl riuscì a prevalere sui Sadiani e a radere al suolo la città, con l'eccezione delle tombe Sadiane, quindi scelse Meknès come capitale. Da quel periodo ai giorni nostri non vi furono grossi avvenimenti nella storia della città e Marrakech rimase una città imperiale, importante come base meridionale per controllare le tribù berbere.
Tra il XVII ed il XIX secolo la città perse molta della sua importanza commerciale che riacquistò alla fine dell'XIX secolo e che durò fin oltre l'arrivo dei francesi. A partire dall'indipendenza da questi, Marrakech si è ingrandita notevolmente anche a causa della consistente migrazione di marocchini provenienti dall'Atlante.
Al giorno d'oggi l'area metropolitana di Marrakech conta circa 1 milione di abitanti ed è senz'altro la città più nota e turisticamente frequentata del Marocco e seconda a Casablanca per le attività commerciali.
Nelle elezioni amministrative del 12 giugno 2009 che hanno visto la vittoria di Fatima Zahra Mansouri sul sindaco uscente Omar al-Jazuli, Marrakech ha avuto per la prima volta un sindaco donna fino alle elezioni amministrative del 4 settembre 2015; è la seconda città del Marocco, dopo Essaouira, a raggiungere questo traguardo. Verrà rieletta nel 2021.
Nel novembre 2016 la città ha ospitato la XXII Conferenza delle Parti dell'UNFCCC (COP22) sui cambiamenti climatici.
L'8 settembre 2023 la regione attorno alla città è stata l'epicentro di un devastante terremoto di magnitudo 6,8 che ha causato migliaia di vittime.

## Geografia e clima
Per via stradale, Marrakech si trova a 580 km a sud-ovest di Tangeri, a 327 km a sud-ovest della capitale Rabat, a 239 km a sud-ovest di Casablanca, a 196 km a sud-ovest di Béni Mellal, a 177 km ad est di Essaouira e 246 km a nord-est di Agadir. Nel tempo la città si è espansa a nord rispetto al centro storico con i quartieri periferici di Daoudiate, Diour El Messakine, Yamama, Sidi Abbad, Sakar e Malizia, a sud-est con Sidi Youssef Ben Ali, a ovest con Massima e a sud-ovest con Hay Annahda, Berradi oltre che con l'aeroporto. Sulla strada P2017 che conduce a sud dalla città vi sono grandi villaggi, come Douar Lahna, Touggana, Lagouassem, e Lahebichate, che conducono alla città di Tahnaout ai margini dell'Alto Atlante, la più alta catena montuosa nel Nord Africa. L'altitudine media in cui si può trovare la neve è al di sopra dei 3000 metri. Queste montagne sono composte principalmente da calcare giurassico. La catena montuosa si estende lungo la costa atlantica, poi sale a est di Agadir e si estende verso nord-est in Algeria prima di scomparire in Tunisia.
La valle del fiume Ourika si trova a circa 39 km a sud di Marrakech. David Prescott Barrows, che parla di Marrakech come una "città strana" del Marocco, descrive il paesaggio con queste parole: "la città si trova a circa quindici, venti miglia dai piedi delle montagne dell'Alto Atlante, che qui mostrano le altezze maggiori. Lo spettacolo delle montagne è superbo. Attraverso l'aria limpida del deserto l'occhio può seguire i contorni aspri da nord verso est. Le nevi invernali con il loro manto di bianco e il cielo turchese creano un ambiente con le rocce grigie e le cime scintillanti di incomparabile bellezza".
Con 130.000 ettari di verde e oltre 180.000 palme, Marrakech è un'oasi ricca di varietà vegetali. Nel corso delle stagioni, aranci, fichi, melograni e ulivi mostrano i loro colori e i loro frutti nei giardini Agdal, nei giardini Menara e in altri parchi cittadini. In questi parchi sono presenti numerose piante autoctone accanto ad altre specie importate nel corso dei secoli, come bambù giganti, yucca, papiri, palme, banani, cipressi, filodendri, roseti, buganvillee, pini e vari tipi di cactus.
Un clima caldo semi-arido (Köppen: BSh) predomina a Marrakesh, con inverni umidi e miti ed estati calde e secche. Le temperature medie vanno dai 12 °C in inverno ai 28 °C durante l'estate. Tra il 1961 e il 1990 mediamente sono scesi 281,3 millimetri di pioggia.
| Marrakesh (1961-1990)        | Mesi  | Mesi  | Mesi  | Mesi  | Mesi  | Mesi  | Mesi  | Mesi  | Mesi  | Mesi  | Mesi  | Mesi  | Stagioni | Stagioni | Stagioni | Stagioni | Anno    |
| Marrakesh (1961-1990)        | Gen   | Feb   | Mar   | Apr   | Mag   | Giu   | Lug   | Ago   | Set   | Ott   | Nov   | Dic   | Inv      | Pri      | Est      | Aut      | Anno    |
| ---------------------------- | ----- | ----- | ----- | ----- | ----- | ----- | ----- | ----- | ----- | ----- | ----- | ----- | -------- | -------- | -------- | -------- | ------- |
| T. max. media (°C)           | 18,4  | 19,9  | 22,3  | 24,0  | 27,8  | 32,7  | 37,2  | 37,0  | 32,5  | 27,5  | 22,2  | 18,7  | 19,0     | 24,7     | 35,6     | 27,4     | 26,7    |
| T. min. media (°C)           | 5,9   | 7,6   | 9,4   | 11,0  | 13,8  | 16,3  | 19,9  | 20,1  | 18,2  | 14,7  | 10,4  | 6,5   | 6,7      | 11,4     | 18,8     | 14,4     | 12,8    |
| Precipitazioni (mm)          | 32,2  | 37,9  | 37,8  | 38,8  | 23,7  | 4,5   | 1,2   | 3,4   | 5,9   | 23,9  | 40,6  | 31,4  | 101,5    | 100,3    | 9,1      | 70,4     | 281,3   |
| Giorni di pioggia            | 7,6   | 6,8   | 7,5   | 7,7   | 4,8   | 1,2   | 0,6   | 1,2   | 2,8   | 5,5   | 6,6   | 6,5   | 20,9     | 20,0     | 3,0      | 14,9     | 58,8    |
| Ore di soleggiamento mensili | 220,1 | 211,8 | 248,0 | 255,0 | 288,3 | 315,0 | 334,8 | 316,2 | 264,0 | 244,9 | 213,0 | 220,1 | 652,0    | 791,3    | 966,0    | 721,9    | 3 131,2 |

## Monumenti e luoghi d'interesse
A Marrakech si individua la città vecchia, la medina, racchiusa dentro le mura, a ovest della quale è sorta la città nuova.

### Jamaa el Fna

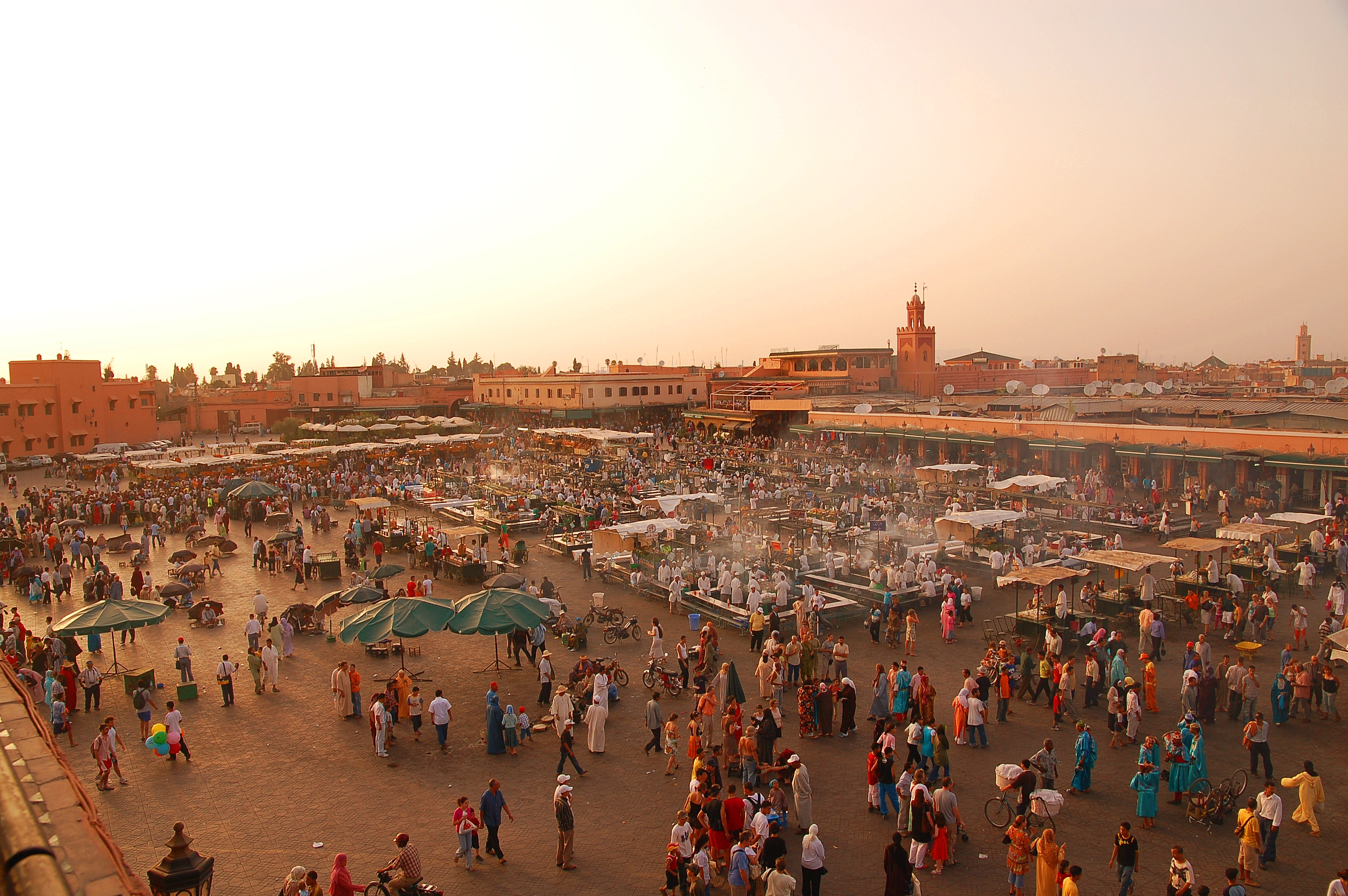
La piazza Jamaa el Fna di pomeriggio.

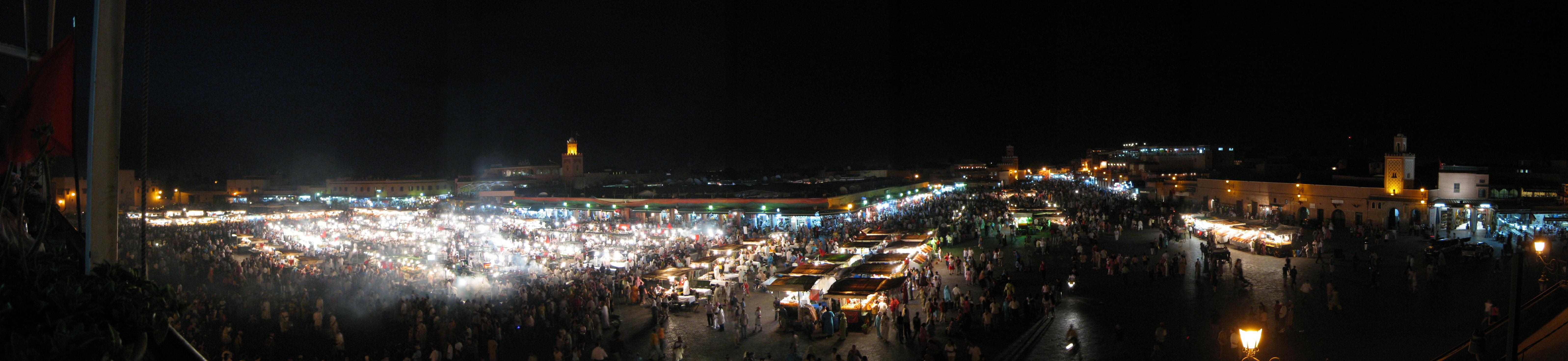
La piazza Jamaa el Fna di notte.

È la piazza attorno alla quale si sviluppa la città vecchia e potrebbe essere considerata il centro vitale (e assolutamente caratteristico) di Marrakesh. Al centro della medina, confina a nord con il quartiere dei suq e a est con la casba, mentre da sud-ovest è dominata dalla moschea della Kutubiyya.
Non è nota l'origine di questa piazza né, con certezza, l'origine del nome Jamaa el Fna (in arabo جامع الفنا‎?) che potrebbe significare l'adunanza del defunto come pure la moschea del nulla (jāmiʿ significa sia "moschea" sia "assemblea", mentre la parola fanāʾ indica l'"annichilimento"). In realtà entrambe queste differenti etimologie sono plausibili: se da un lato la piazza faceva parte di un progetto saʿdide (mai concluso) relativo all'edificazione di una moschea, dall'altro nei secoli passati la piazza fu sede di esecuzioni capitali.
L'aspetto della piazza cambia durante la giornata: di mattina e pomeriggio è sede di un vasto mercato all'aperto, con bancarelle che vendono le merci più svariate (dalle stoffe ai datteri, alle spremute d'arancia, alle uova di struzzo etc.) e da "professionisti" dediti alle attività più svariate: le decorazioni con l'henné, i cavadenti, suonatori, incantatori di serpenti etc.
Verso sera le bancarelle si ritirano e subentrano banchetti con tavole e panche per mangiare cibi preparati al momento e, più tardi, arrivano musicanti e cantastorie.
Solo poche di queste attività sono indirizzate ai turisti (più che altro gli incantatori di serpenti, i saltimbanchi e i venditori d'acqua): la piazza è molto vissuta soprattutto dai Marocchini stessi mentre i venditori di souvenir per turisti sono allineati lungo il lato nord, dove incominciano i suq (mercati coperti, sempre a uso dei marocchini più che per i turisti).

### La Koutoubia (Kutubiyya)

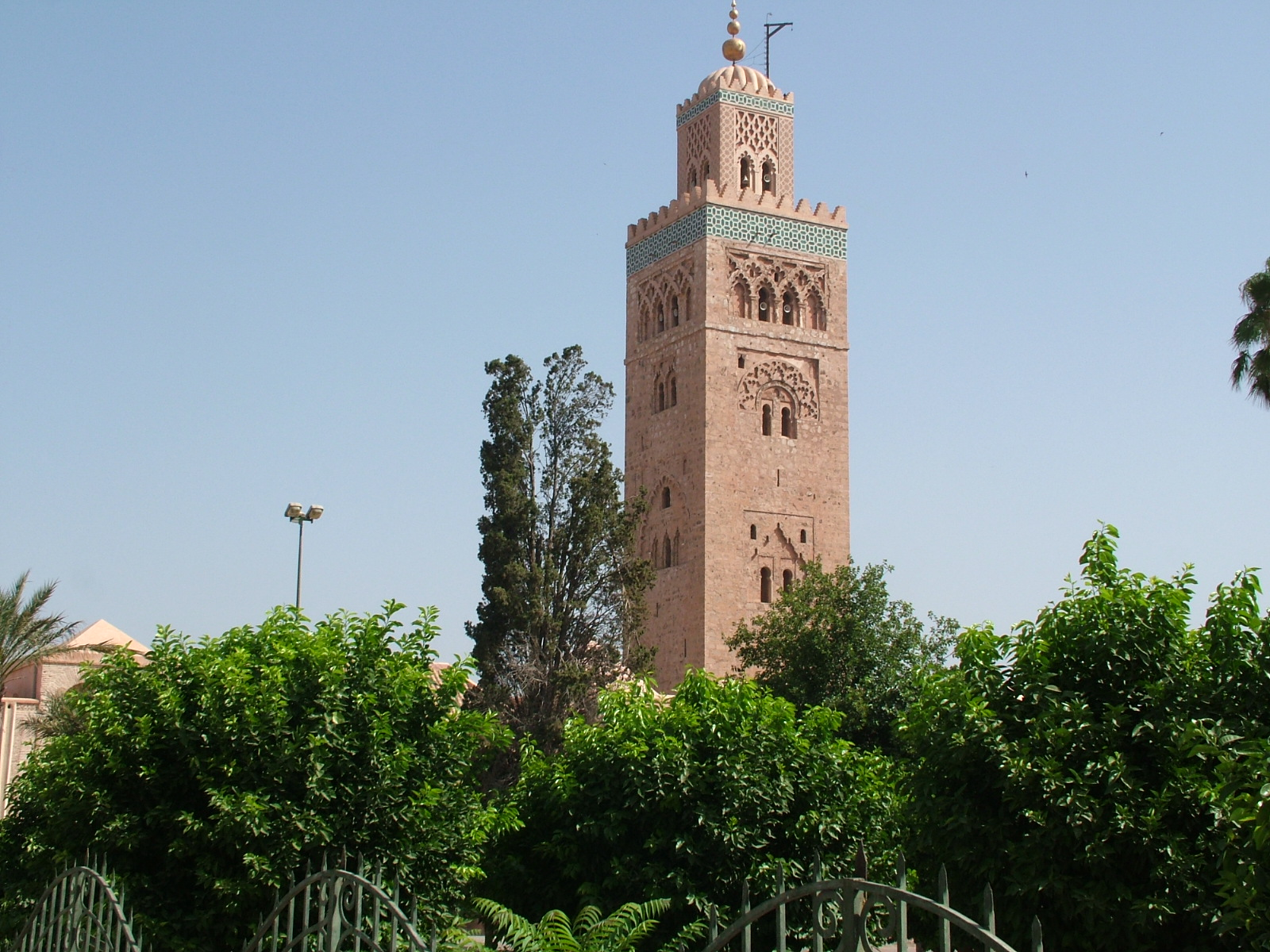
Marrakesh: la Kutubiyya.

La moschea della Koutoubia (dei librai) è sovrastata dal ben più appariscente omonimo minareto: alto quasi settanta metri, è il minareto più antico (e completo) delle tre torri almohadi che ci sono giunte, insieme alla Giralda di Siviglia e la Torre di Hassan a Rabat.

Il suo nome deriva dalla parola "kutub" e sembra indicasse il fatto o che nei dintorni fossero presenti venditori di libri sacri o scrivani che prestavano servizio agli analfabeti.

Probabilmente i lavori incominciarono attorno al 1120, poco dopo che fu subentrata la dinastia almohade, e vennero completati dal sultano Abu Ya'qub Yusuf II (1184-1199).
L'architettura è tipica marocchina, del periodo almohade: con decorazioni e fregi di maiolica bianca, turchese e blu ed arabeschi scolpiti, differenti sui quattro lati.
Un tempo l'intonaco dipinto e le decorazioni a zellij coprivano tutta la superficie del minareto mentre oggi le piastrelle sono quasi scomparse.

### I suq e la medina alta

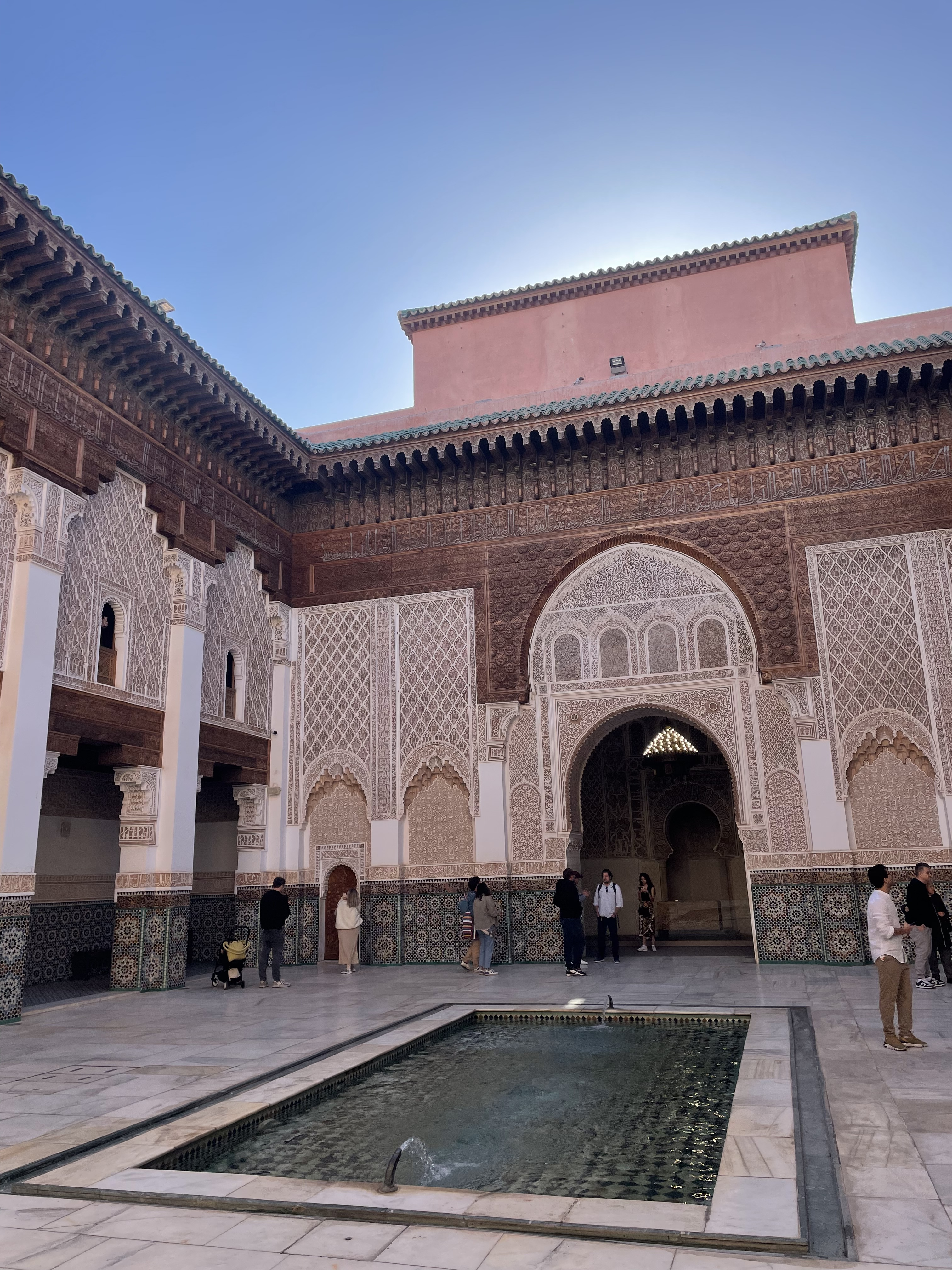
Medersa (madrasa) Ben Youssef

La zona a nord della piazza Jema‘a al-Fnaa è occupata dai suq: mercati coperti che si articolano su numerose viuzze e piazzette, ciascuna delle quali è dedicata ad attività specifiche: venditori di pelli, lana, calderai, gioiellieri, tintori, ecc. I souk si stendono fino alla moschea di Ben Youssef e alla vicina medersa omonima.
La medersa di Ben Youssef (madrasa Ibn Yūsuf) è aperta al pubblico ed è particolarmente interessante: si svolge attorno a una corte centrale e la costruzione comprende numerose stanzette per gli studenti che vi abitavano e vi studiavano il Corano. La costruzione risale al XIV secolo e venne fondata dal sultano Abū al-Hasan, della dinastia dei Merinidi, e venne quasi completamente ricostruita dal sultano sa'diano Abd Allah al-Ghalib.
Il cortile centrale è contornato su due lati da gallerie, sopra le quali si aprono le finestre delle cellette degli studenti. Sul lato di fondo si trova la sala della preghiera, riccamente decorata da stucchi e intagli. Artistiche decorazioni e intagli su pannelli di legno di cedro sono visibili tutto attorno al cortile e sopra le gallerie.
Alcuni dettagli della medersa ricordano l'Alhambra di Granada e pare che architetti spagnoli, musulmani, parteciparono alla costruzione.

### Le Tombe Sadiane e la medina bassa
Questa zona comprende l'area a sud di Jāmiʿ al-Fnaa, delimitata a est dalle mura ed estendendosi a ovest fino a comprendere la mellah (quartiere ebraico), ad ovest della Dār al-Makhzen (il Palazzo Reale).
Entrando dalla porta detta Bab Agnaou, l'unica rimasta risalente alla dinastia almohade, si incontra la moschea della Kasbah, risalente al medesimo periodo della Kutubiyya. Il minareto di questa moschea è stato restaurato negli anni '60 sulla base del minareto originale e presso la moschea si apre uno stretto passaggio che conduce alle Tombe Sa'didi.

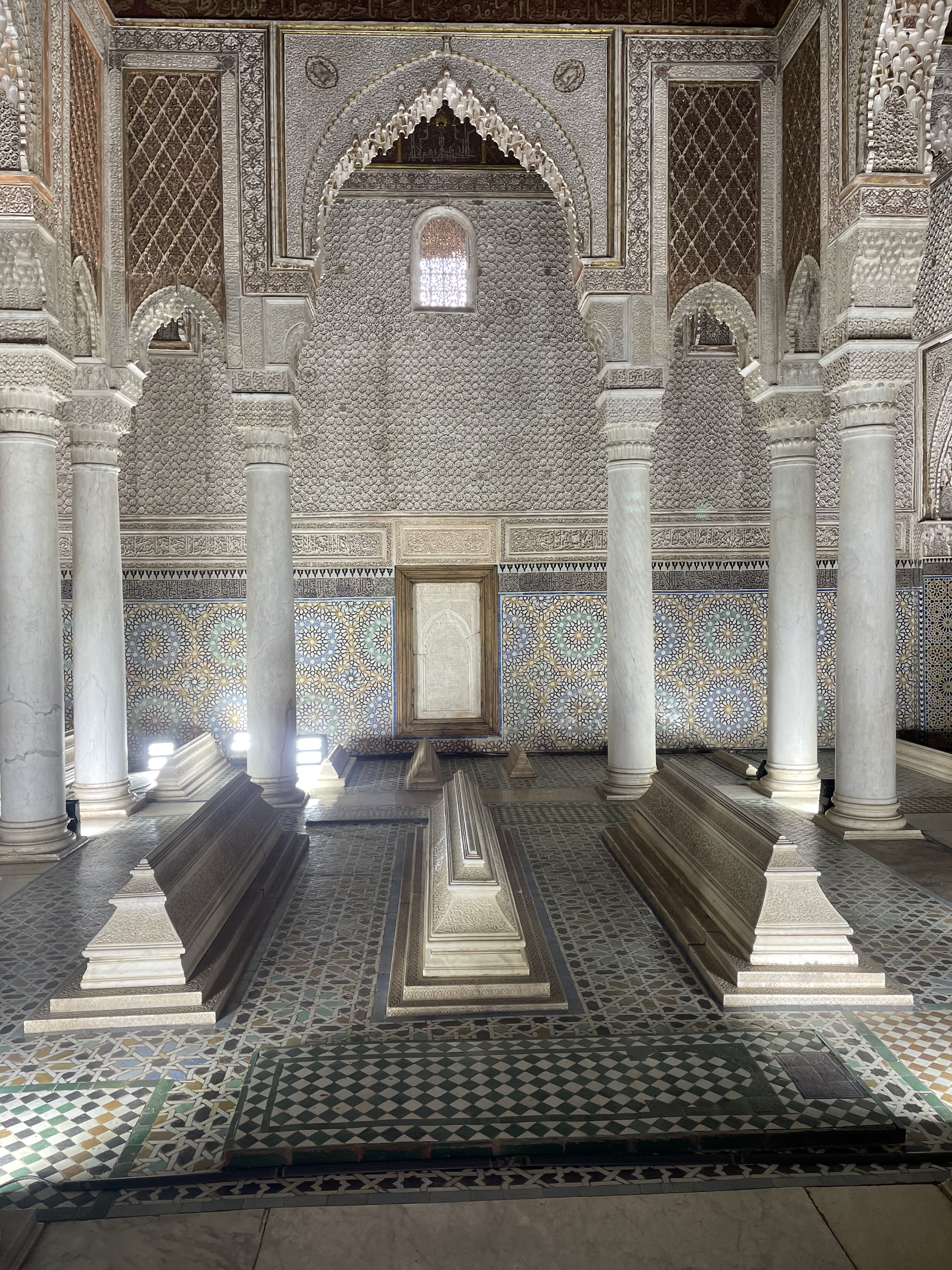
Decorazione di stucco ad arabeschi.

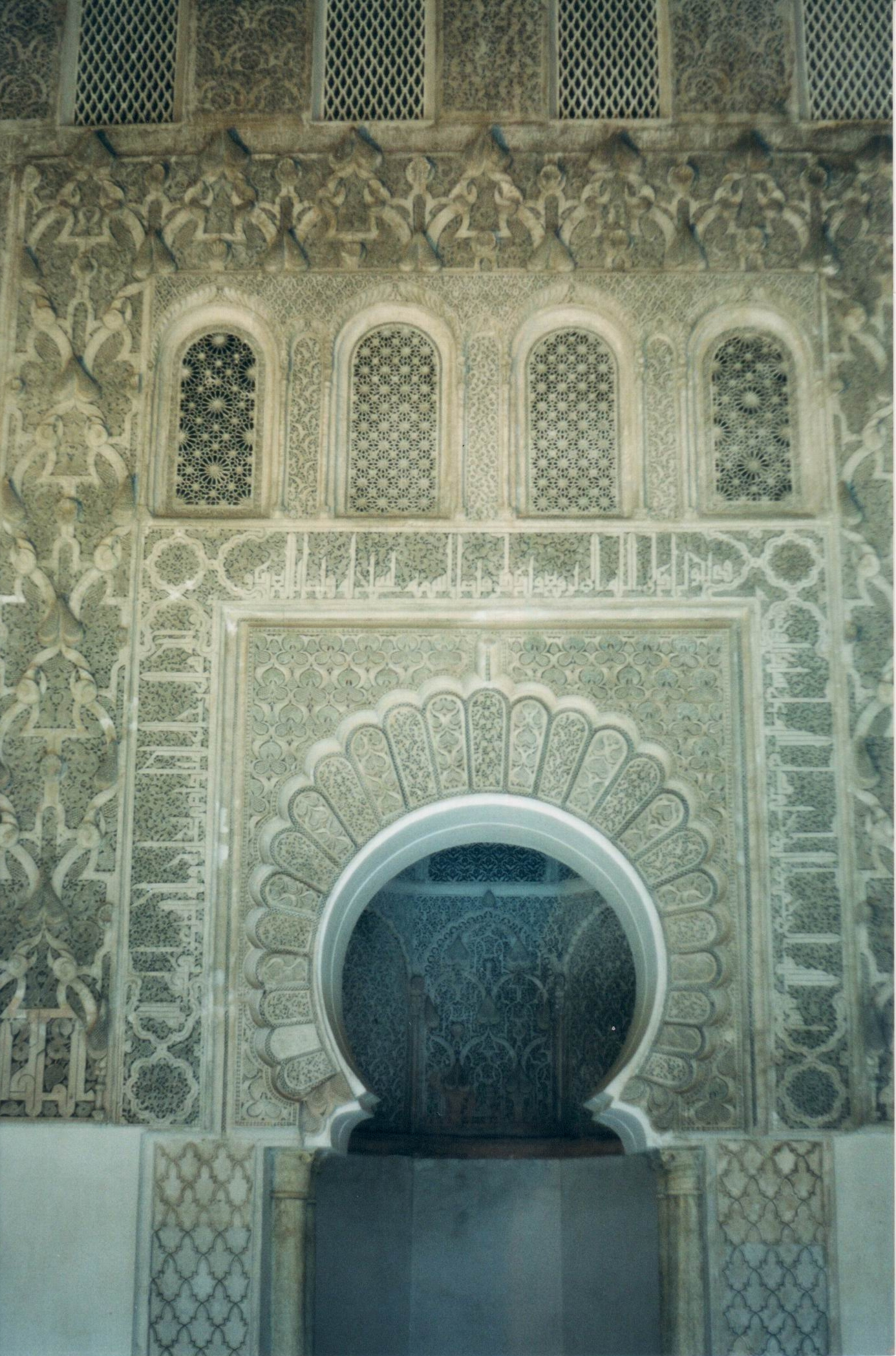
Mausoleo.

Le Tombe Sadiane formano un complesso funerario le cui strutture furono fatte costruire dal sultano Ahmad al-Mansūr. Eccettuati alcuni sepolcri antecedenti il periodo saadita, la maggior parte di essi risale al 1557 e, pertanto, le tombe sono pressoché contemporanee alla Medersa Ben Youssef. Questo complesso venne "riscoperto" solo nel 1917, in condizioni di totale abbandono. Restaurate, sono divenute uno dei (pochi) monumenti veramente notevoli di Marrakesh, sovraccariche di decorazioni in stucco e piastrelle in zellige.
Probabilmente le tombe si salvarono dalle distruzioni e dai saccheggi di Moulay Ismā‘īl poiché erano accessibili unicamente dalla moschea della Kasbah attraverso un passaggio nascosto.
Le tombe comprendono essenzialmente due grandiosi mausolei, dove si trovano le tombe di al-Mansūr e dei suoi figli, di sua madre Lalla Messaūda e di Muhammad al-Shaykh, il fondatore della dinastia sa'diana.
Nell'oratorio si trovano invece numerosi sepolcri di altri principi Sa'diani e la tomba di Mulay Yazīd.
In questo complesso furono inoltre tumulate diverse autorità di Marrakech fino al 1792, terminando con la sepoltura del sultano Mulay Yazīd, per un totale di oltre cento sepolture (66 delle quali all'interno dei mausolei).
A sud della moschea e delle tombe Sa'diane si estende la casba: l'antica cittadella reale, costituita da un caratteristico intrico di stradine e di abitazioni private.

### Altri luoghi caratteristici

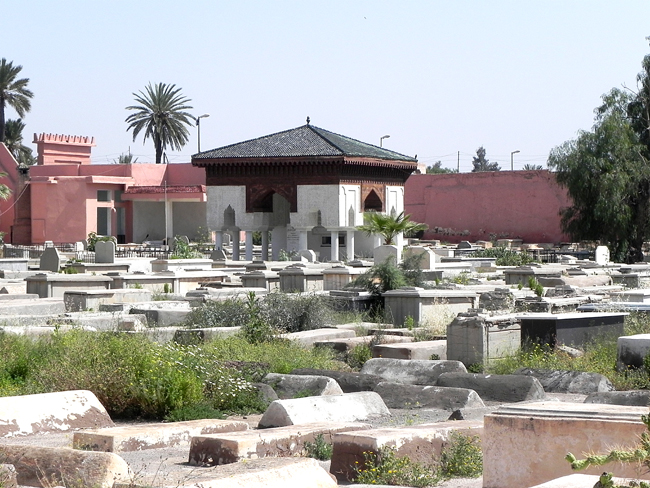
Dettaglio del cimitero ebraico Miâara

Ad ovest delle Tombe Sadiane si trova il complesso del Palazzo Reale, che termina a nord con i resti del Palazzo El Badi. Del Palazzo El Badi non rimangono altro che rovine che, tuttavia, danno un'idea della grandiosità del palazzo: con cortili lunghi 130 m (e larghi quasi altrettanto) e una piscina di circa 90 m, un tempo ricco di decorazioni in zellige delle quali rimangono solo tracce.

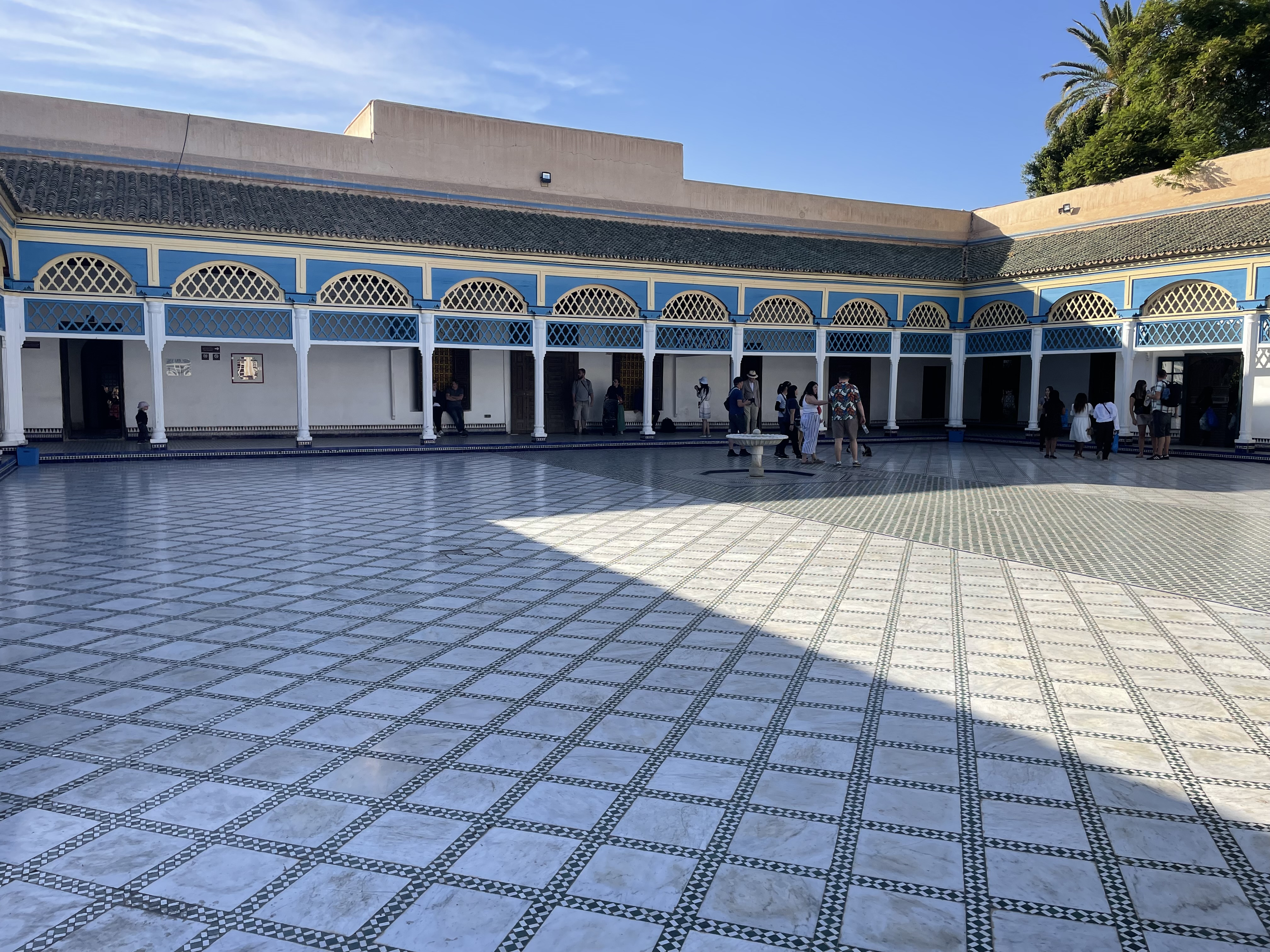
Cortile interno del Palazzo El Bahia

Costruito in più di 25 anni, durò un solo secolo, prima di essere completamente spogliato delle sue ricchezze dal sultano alawide Moulay Ismail ibn Sharif. Oggi è anche uno dei luoghi "preferiti" dalle cicogne che nidificano a Marrakech.
Alle spalle del Palazzo reale si stende il mellah, l'antico ghetto ebraico risalente al 1558. Questo quartiere nel XVI secolo era letteralmente una città nella città, con suq, giardini e sinagoghe. Al giorno d'oggi è popolato quasi esclusivamente da musulmani, essendo la maggior parte degli ebrei trasferitasi a Casablanca, in Francia od in Israele.
Suggestivo il cimitero ebraico Miâara, con la sua distesa di tombe bianche rettangolari, di cui alcune molto antiche. Disposte senza un vero e proprio ordine, alcune sono sormontate da lapidi con incisi nome, cognome e data di nascita e morte.

### Giardini e parchi

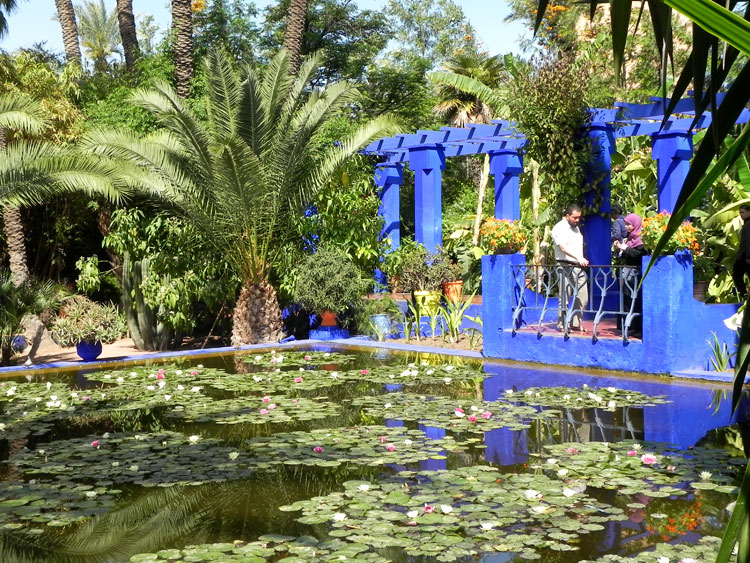
Dettaglio del giardino

Tra i giardini più celebri di Marrakech vi è sicuramente il giardino di Majorelle.
Il giardino si trova nella città nuova e prende il nome dall'artista francese Jacques Majorelle che scelse nel 1919 Marrakech come dimora. Qui si fece costruire una villa in stile liberty le cui pareti furono dipinte di un colore blu intenso che ancora oggi viene chiamato "blu Majorelle".
Fu un gran collezionista di piante provenienti da tutto il mondo che circondarono, ben presto, la sua abitazione. Nel giardino sono presenti due specchi d'acqua, uno molto piccolo con una fontana al centro e alimentato da un canale in pendenza, mentre il secondo, il più grande, sta al centro del giardino e contiene anche ninfee, pesci e piccole tartarughe. 

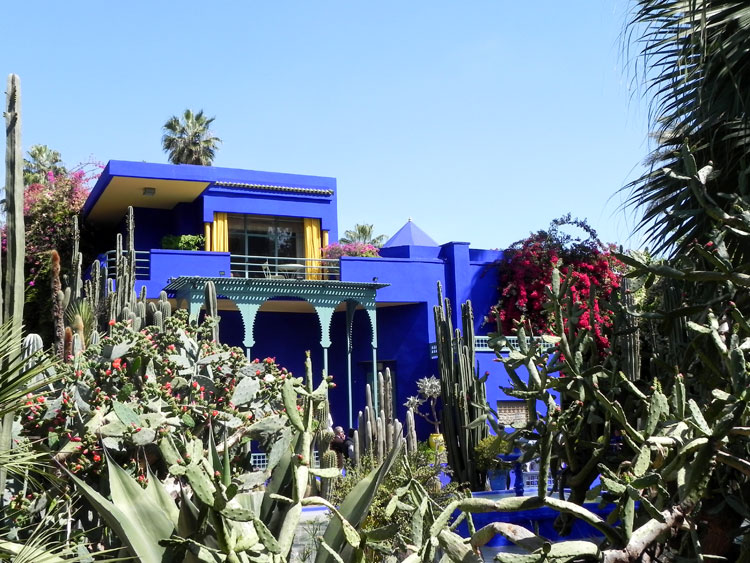
La villa all'interno del giardino

Tra le piante che ancora oggi possono essere ammirate vi si trovano cactus, noci di cocco, banani, bambù, gelsomini, palme e distese di bougainville rosse e viola. Il giardino fu aperto al pubblico nel 1947.
Dopo la sua morte, avvenuta nel 1962, la villa e il suo giardino rimasero abbandonati fino al 1980, quando fu acquistata da Yves Saint-Laurent e Pierre Bergé che, dopo un restauro, la riaprirono al pubblico.
A Saint-Laurent è dedicato un piccolo monumento con colonna all'interno del giardino.
All'interno della casa oggi si trova il Museo d'arte islamica, dove sono esposti vestiti, oggetti di uso quotidiano, oggetti religiosi e numerosi gioielli, soprattutto di arte berbera.

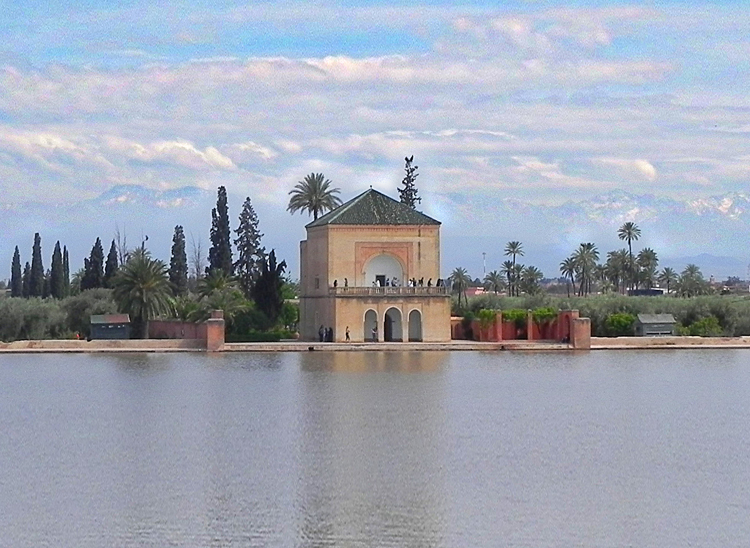
Lo specchio d'acqua all'interno dei giardini Menara.

Poco al di fuori delle mura della città vecchia, collegato con una strada lunga e diritta che parte dalla Kutubiya, vi è invece i giardini Menara.
A sud del Dar el Makhzen, il palazzo reale, nella la medina (città vecchia) vi sono i giardini Agdal.
Il giardino è caratterizzato da un'immensa distesa di ulivi ed oggigiorno è soprattutto luogo di incontro e di svago per giovani e famiglie.
Al centro di questo parco vi è uno specchio d'acqua artificiale, che anticamente veniva utilizzato per irrigare gli ulivi e una piccola costruzione, oggi inutilizzata ma visitabile, caratterizzata da un tetto verde.
Su un lato nord di questo specchio d'acqua vi è una gradinata e nei giorni limpidi è possibile vedere la catena montuosa dell'Atlante.

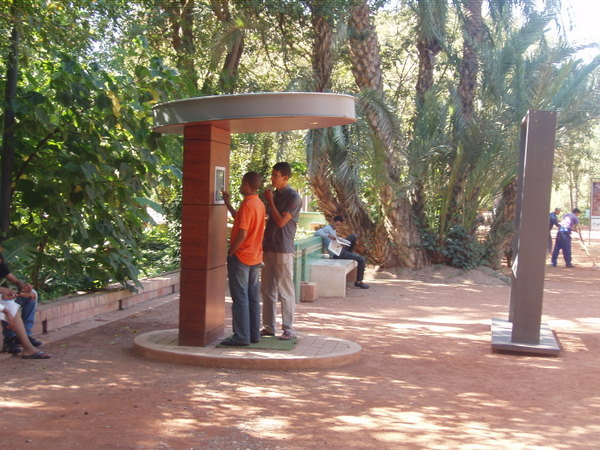
Colonnine touch screen al Cyberpark.

Tra la città vecchia (Medina) e la città nuova (Ville Nouvelle) adiacente alla Kutubiya è stato realizzato un Cyberpark, parco finalizzato all'educazione, in particolare dei giovani, alle tecnologie informatiche ed allo sviluppo sostenibile.
Realizzato da Istituzioni pubbliche e aziende private il parco, dotato di alberature di alto fusto e fontane, è attrezzato con una sala telematica e colonnine touch screen.
Il parco è attrezzato con wireless, l'utilizzo delle attrezzature informatiche è gratuito per i giovani.

## Società

### Comunità ebraica
La città è stata storicamente sede di una cospicua comunità ebraica, che contava 25646 unità nel 1936, scesi a 18500 nel 1951. la comunità accolse a partire dal XX secolo una vasta comunità di ebrei berberi giunti dai monti dell'Atlante; nel 1906, tra i 218 alunni della locale scuola dell'Alleanza israelitica universale, 108 erano nati da famiglie native della città, mentre 62 erano nati in città da genitori ebrei berberi e 48 erano ebrei berberi immigrati. La comunità, incoraggiata da agenti sionisti legati all'Agenzia ebraica e poi dal Mossad, è emigrata in massa verso Israele e Francia tra gli anni 1950 e 1960.

### Lingue e dialetti
L'immigrazione ha generato la presenza in città di una cospicua comunità berberofona, componente il 17,5% della popolazione della provincia.

## Cultura

### Eventi
La città di Marrakech ospita ogni due anni, dal 2005, l'Arts in Marrakech (AiM). L'AiM è un'associazione no-profit che cerca di promuovere gli artisti e la cultura contemporanea in Nord Africa ed è il primo importante festival trilingue del Nord Africa (inglese, arabo e francese).
A Marrakech si svolge il Festival Nazional des Arts Populaires/FNAP, creato nel 1960 da Sua Maestà il Re Mohammed V, è il più antico festival del Marocco, è una finestra sulla cultura, il canto, la danza, l’arte in tutte le sue forme. Nella città si svolge anche la Marrakech Art Fair, fiera d'arte moderna e contemporanea che sostiene la creazione di nuovi musei e di eventi artistici nel paese.

### Musei

#### Museo di Marrakech
Il Museo di Marrakech, ospitato nel Palazzo Dar Menebhi nel centro storico della città, è stato costruito alla fine del XIX secolo da Mehdi Menebhi. Il palazzo è stato accuratamente restaurato dalla Fondazione Omar Benjelloun e trasformato in museo nel 1997. L'edificio rappresenta un esempio di classica architettura andalusa, con fontane nel cortile centrale, tradizionali aree salotto, un hammam e intricate sculture e piastrelle. Il museo ospita mostre arte marocchina moderna e tradizionale oltre a esemplari di libri antichi, monete e ceramiche prodotte dalla popolazione ebraica marocchina, dai berberi e altri popoli arabi.

#### Museo Dar Si Said
Il Museo Dar Si Said, noto anche come Museo di Arte Marocchina, si trova a nord del Palazzo El Bahia che fu la residenza di Sidi Said, fratello del visir Ahmed ben Musa. Il palazzo fu invidiato dal sultano Mulay 'Abd al-'Aziz che dopo la morte del visir lo depredò. La collezione del museo è considerata una delle migliori del Marocco, con gioielli, tappeti, lampade a olio provenienti da Taroudant, ceramiche blu di Safi e verdi di Tamgroute, pelletteria da Marrakech.

#### Museo d'arte islamica
Il Museo d'arte islamica è un edificio di colore blu situato nei giardini Majorelle. Il museo privato è stato creato da Yves Saint Laurent e Pierre Bergé in casa di Jacques Majorelle, presso cui si trovava il relativo studio d'arte. Recentemente ristrutturato, le sue piccole sale espositive mostrano manufatti islamici e decorazioni, tra cui ceramiche, lastre policrome, gioielli e porte antiche.

### Musica, teatro e danza
Due tipi di musica sono tradizionalmente associati a Marrakesh: la musica berbera, influenzata dalla musica classica andalusa e caratterizzato dal suo accompagnamento con oud, e la musica gnawa più forte e con un suono che ricorda il Blues. Essa viene eseguita su strumenti fatti a mano, come nacchere, ribabs (un banjo a tre corde) e deffs. Il ritmo crescente della musica gnawa porta il pubblico in uno stato quasi di trance; si dice questo stile sia emerso a Marrakech e a Essaouira come un rituale di liberazione dalla schiavitù. Più recentemente, diversi gruppi musicali femminili di Marrakech hanno conquistato una certa popolarità.
Le principali istituzioni artistiche della città sono il Théâtre Royal de Marrakech, l'Institut Français e il Dar Chérifa. Il Théâtre Royal, costruito su progetto dall'architetto tunisino Charles Boccara, mette in scena spettacoli teatrali di commedia, lirica e danza sia in lingua araba che in lingua francese. Un maggior numero di compagnie teatrali svolgono spettacoli all'aperto per intrattenere i turisti sulla piazza e nelle vie principale, in particolare di notte. Christopher Hudson del Daily Mail ha osservato che "gli uomini vestiti da donne eseguono osceni spettacoli di strada, per la gioia di un gruppo di spettatori di tutte le età".

### Artigianato

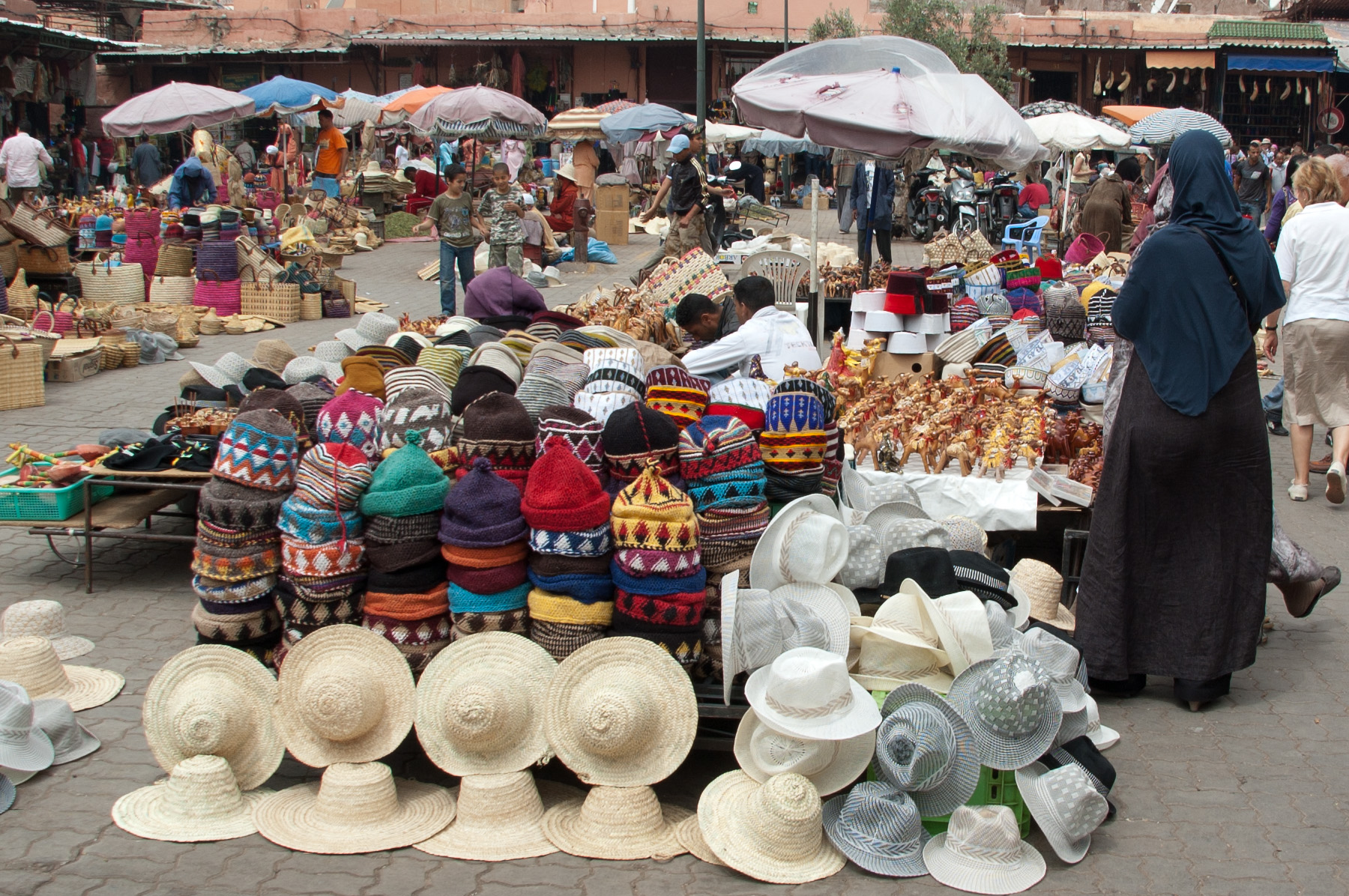
Cappelli prodotti localmente.

Le arti e i mestieri di Marrakesh hanno avuto un impatto ampio e duraturo sull'artigianato marocchino fino ai giorni nostri. La decorazione dei riad fa ampiamente ricorso a tappeti e tessuti, alle ceramiche, al legno, alla lavorazione dei metalli e degli zellige. Tappeti e tessuti sono intrecciati, cuciti o ricamati. Le donne marocchine che praticano l'artigianato sono conosciute come Maalems (artigiane esperti) e rendono tali prodotti pregiati, come i tappeti berberi e gli scialli fatti di sabra (seta di cactus). Le ceramiche sono in bianco e nero in stile berbero.
I manufatti in legno sono generalmente realizzati in cedro, comprese le porte e i soffitti dei riad. Il legno arancione è usato per fare mestoli per la harira. I prodotti artigianali Thuya sono realizzati in color caramello di ginepro articolato, una conifera indigena del Marocco. Dal momento che questa specie è quasi estinta, questi alberi vengono ripiantati e mantenuti con cura.
La lavorazione dei metalli comprende la realizzazione di lampade in ottone, lanterne in ferro, supporti per candele, teiere in ottone incise e vassoi da tè utilizzati nel servizio tradizionale. L'arte contemporanea comprende sculture e dipinti figurativi.

### Festival
A Marrakech, e in tutto il paese, si tengono festival, nazionali e islamici e alcuni di loro sono considerati come feste nazionali. I festival culturali più noti che si tengono a Marrakesh includono il Festival del Folklore Nazionale, il Festival delle Arti Popolari di Marrakech (a cui partecipano molti famosi musicisti e artisti marocchini) e il festival berbero. Il Festival Internazionale del Film di Marrakech, che aspira ad essere la versione nordafricana del Festival di Cannes, è stato istituito nel 2001. Il festival, che presenta ogni anno oltre 100 film provenienti da tutto, ha attirato stelle di Hollywood come Martin Scorsese, Francis Ford Coppola, Susan Sarandon, Jeremy Irons, Roman Polański e molti importanti attori cinematografici europei, arabi e indiani. La Biennale di Marrakech è stata fondata nel 2004 da Vanessa Branson come un festival culturale di varie discipline, tra cui arti visive, cinema, video, letteratura, arti dello spettacolo e architettura.

### Cucina

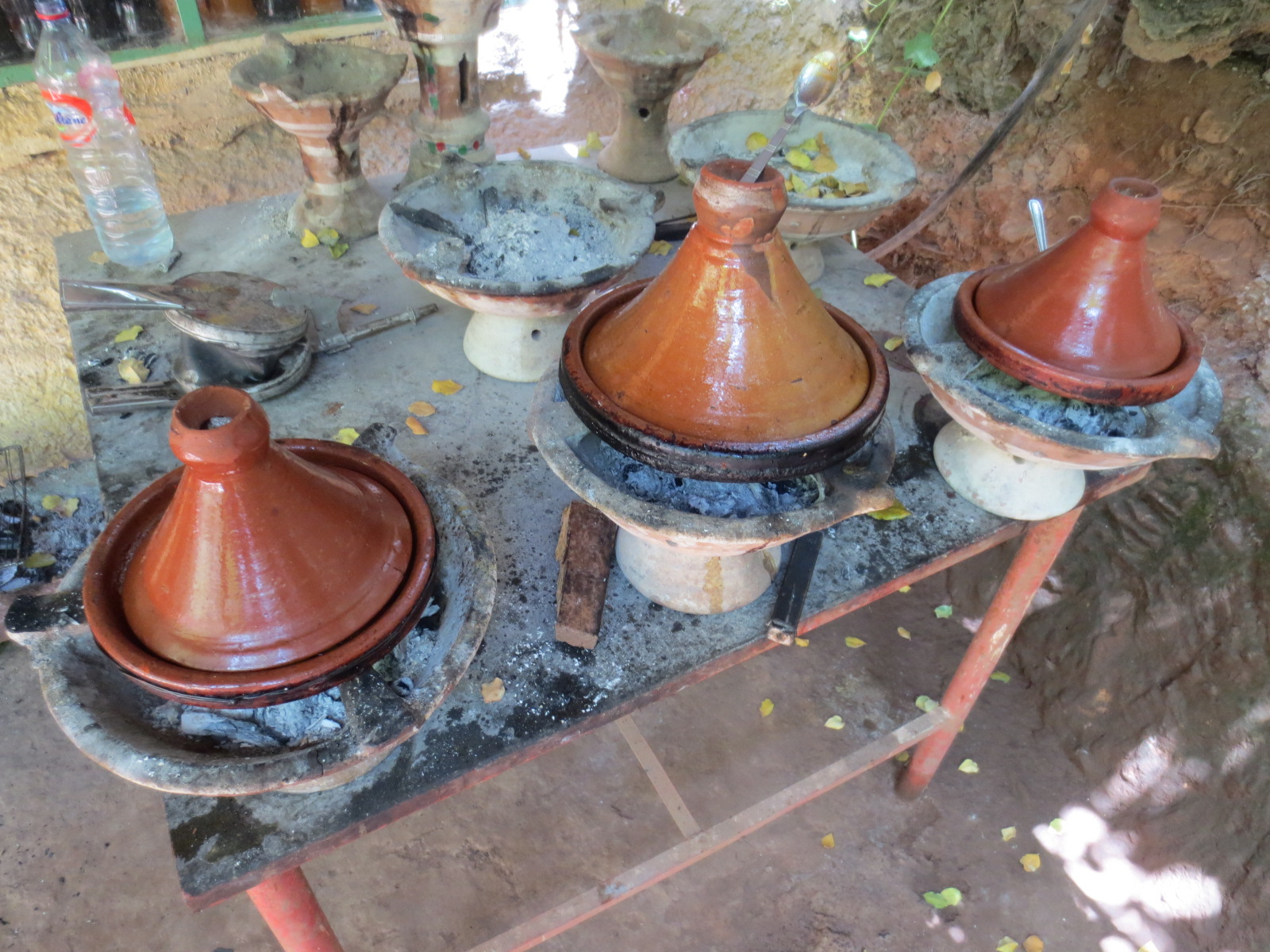
I tajine vengono cotte per un paio di ore su fornelletti individuali.

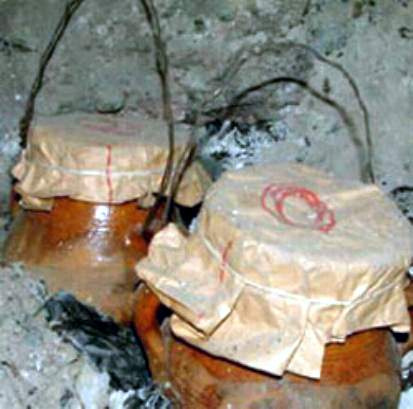
Le tanjia vengono preparate in vasi sigillati con carta, tradizionalmente cotte nelle ceneri del forno di un hammam.

Circondata da limoneti, aranceti e uliveti, la cucina caratteristica di Marrakech è ricca e fortemente speziata e vede principalmente l'utilizzo di varie preparazioni di Ras el hanout, una miscela di decine di spezie che includono cenere di frutti di bosco, peperoncino, cannella, grani del paradiso, pepe del monaco, noce moscata e curcuma. I Tajine rappresentano il piatto più conosciuto del paese: possono essere preparate anche con pollo, agnello, manzo o pesce, con l'aggiunta di frutta, olive e limone, verdure e spezie, tra cui cumino, peperoncino, zafferano, curcuma e Ras el hanout. Il pasto viene preparato in una pentola speciale e cotto lentamente a vapore. Un'altra versione di tajine comprende verdure e ceci conditi con petali di fiori. Una specialità della città è la tanjia, un piatto locale preparato con carne, spezie e cotto a fuoco lento in un forno tradizionale a cenere calda.

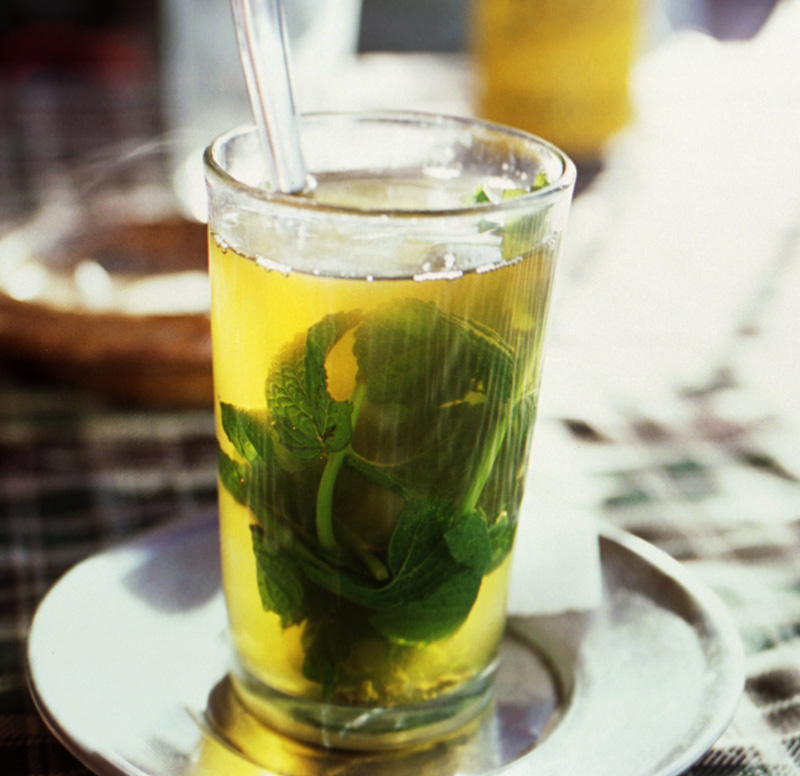
Il tè alla menta.

Gamberetti, pollo e briouat al limone sono altre specialità tradizionali di Marrakech. Il riso viene solitamente cucinato con zafferano, uvetta, spezie e mandorle, mentre al couscous potrebbero essere aggiunte delle verdure. La pastilla è una pasta fillo ripiena di pollo o piccione tritato che viene preparata con mandorle, cannella, spezie e zucchero. La zuppa Harira a Marrakech comprende tipicamente l'agnello con aggiunta di ceci, lenticchie, vermicelli e concentrato di pomodoro, condita con spezie e prezzemolo. La Kufta (carne macinata), Merguez e la trippa in umido, sono cibi comunemente venduti nelle bancarelle di piazza Jemaa el-Fnaa.
I dolci di Marrakesh includono la shebakia (biscotti con sesamo e spezie, solitamente preparati e serviti durante il Ramadan), tortine di pasta fillo con frutta secca o torte al formaggio.
La cultura del tè marocchino è fortemente sentita a Marrakech; Il tè alla menta viene servito con lo zucchero da una teiera a becco ricurvo in piccoli bicchieri. Un'altra popolare bevanda non alcolica è il succo d'arancia. Durante la dinastia Almoravidi, il consumo di alcol era comune. Storicamente, centinaia di ebrei producevano e vendevano alcol in città. Al giorno d'oggi, le bevande alcoliche si trovano in alcuni bar e ristoranti degli hotel.

## Infrastrutture e trasporti

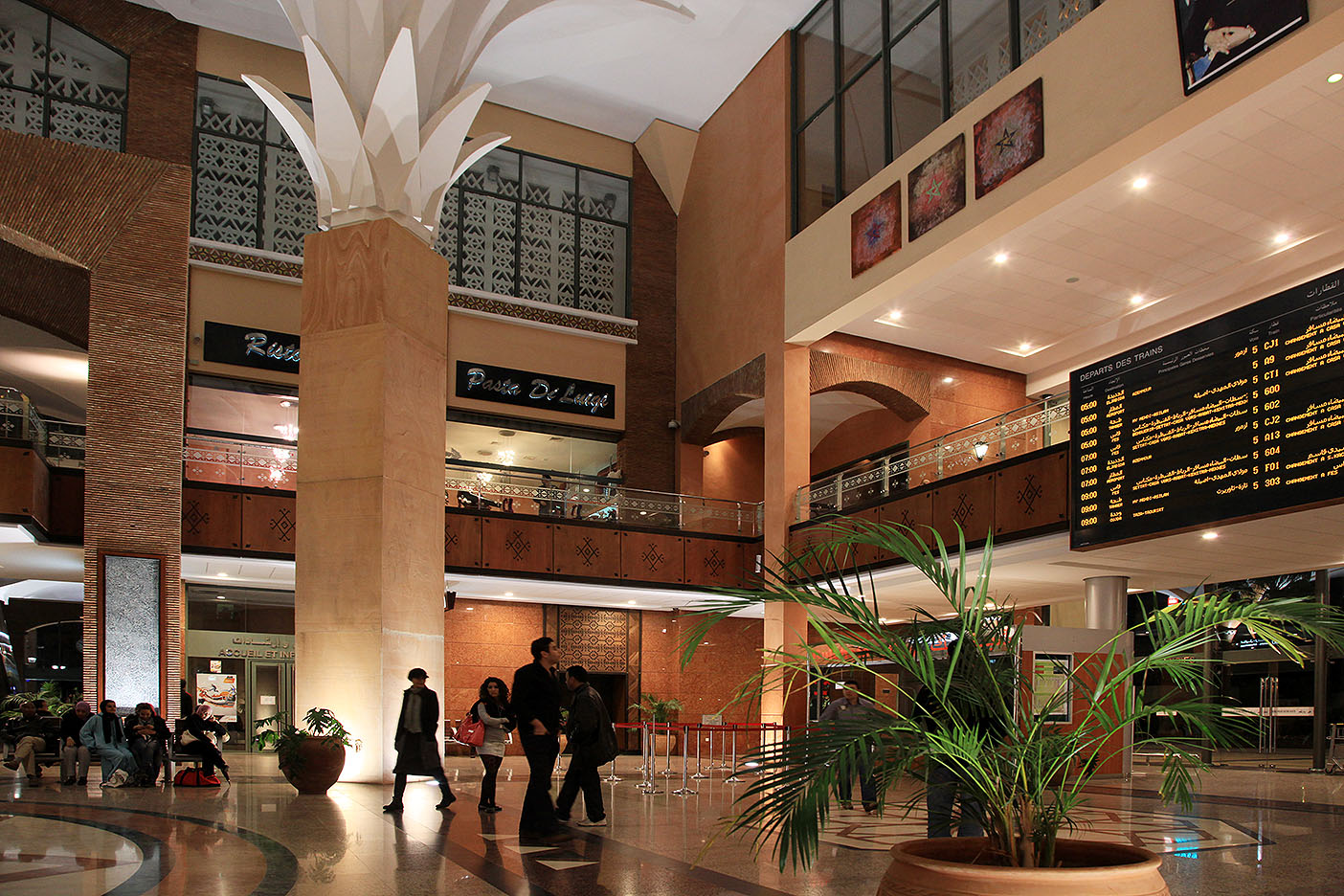
Stazione ferroviaria di Marrakech.

La stazione ferroviaria di Marrakech è collegata da numerosi treni che circolano ogni giorno da e per altre importanti città del Marocco, come Casablanca, Tangeri, Fès, Meknès e Rabat. È stato progettato un sistema ferroviario moderno ad alta velocità. Nella città è in fase di progetto la realizzazione di una rete tranviaria.
La rete stradale principale, dentro e intorno a Marrakech, è ben asfaltata. La strada principale che collega Marrakech a Casablanca è l'autostrada A7, tratta pagata a pedaggio che si estende per 210 km. La tratta autostradale dell'autostrada A7 da Marrakech a Settat, lunga 146 km, è stata inaugurata dal re Mohammed VI nell'aprile del 2007, come completamento dell'autostrada per Tangeri, a nord del Marocco. Inoltre l'autostrada A7 circonvalla a ovest di Marrakech per 50 km, inaugurato nel 2009, e la collega anche ad Agadir, 183 km più a sud-ovest inaugurato a giugno 2010. Vi è un sistema di autobus che circolano a tutte le ore del giorno toccando i vari quartieri della città.

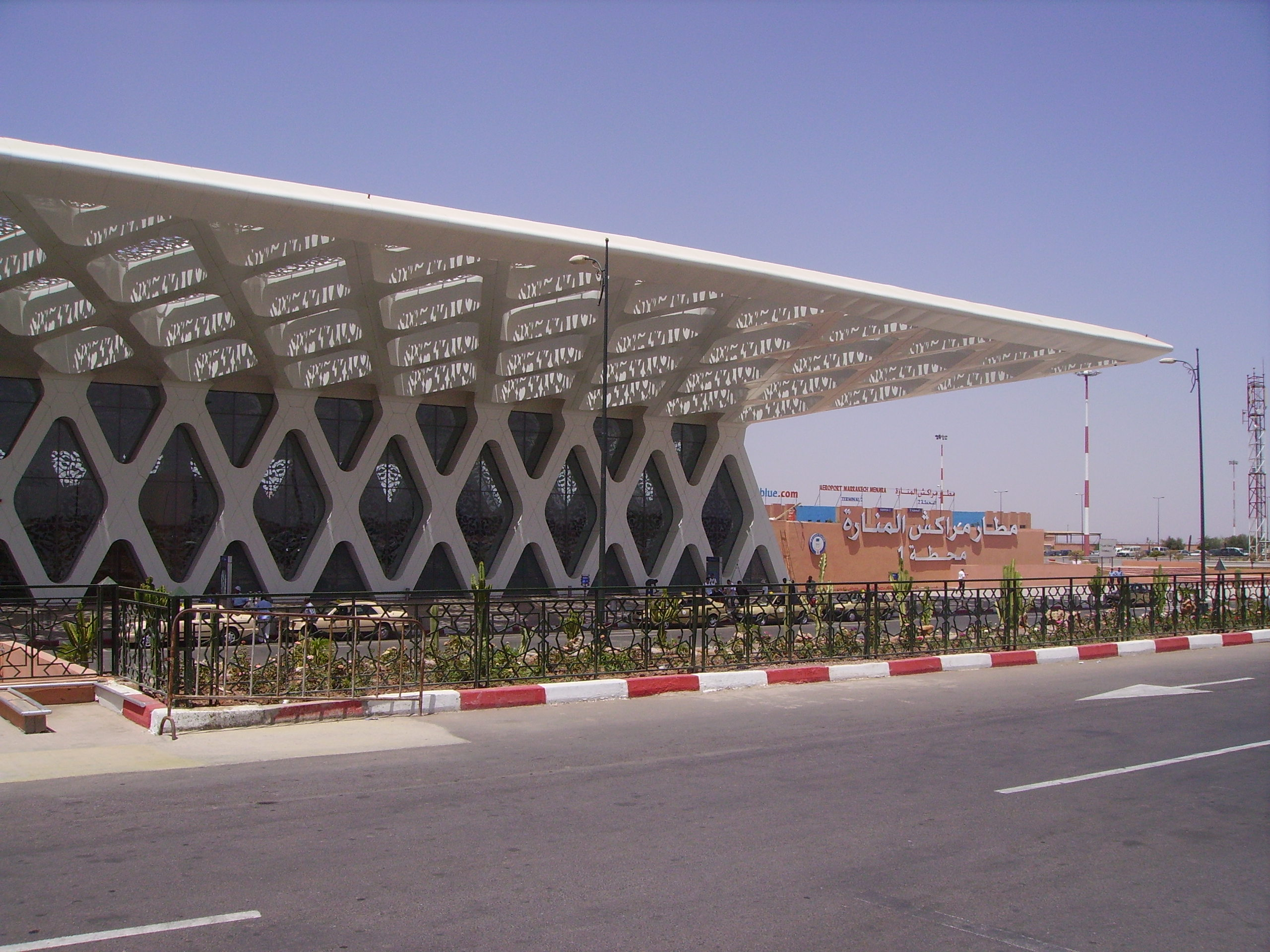
Aeroporto di Marrakech-Menara.

L'aeroporto di Marrakech-Menara (RAK) dista 3 km a sud-ovest del centro della città. Si tratta di un aeroporto internazionale che gestisce molti voli da e per l'Europa così come i voli da Casablanca e da diverse nazioni arabe. L'aeroporto è situato ad un'altitudine di 471 metri e dispone di tre terminal passeggeri formali, ma due di essi sono comunque organizzati a formare un unico grande terminal. I terminali T1 e T2 esistenti offrono uno spazio di 42.000 m2. Il terzo terminal è stato inaugurato a dicembre 2016 per far fronte alla crescita del traffico passeggeri e sostenere lo sviluppo turistico della città, offrendo uno spazio di 57.000 m2. La pista asfaltata è lunga 4,5 km e larga 45 m. L'aeroporto dispone di parcheggio per 14 Boeing 737 e 4 Boeing 747. Il terminal merci separato, dispone di 340 m2 di spazio coperto.

## Amministrazione

### Gemellaggi
- Scottsdale (Arizona)
- Sousse
- Timbuctu
- Granada
- Marsiglia
- Ningbo

## Sanità
Marrakech è stata a lungo un importante centro per l'assistenza sanitaria in Marocco e le popolazioni rurali e urbane regionali afferiscono agli ospedali cittadini. L'ospedale Dār al-Faraj, commissionato dal califfo almohade Abū Yūsuf Yaʿqūb al-Mansur verso la fine XII secolo, è stato descritto dallo storico Abd al-Wahid al-Marrakushi come uno dei più grandi esistenti al mondo in quel periodo. Una forte influenza andalusa era evidente nell'ospedale e molti dei medici privati dei califfi provenivano da luoghi come Siviglia, Saragozza e Dénia (Spagna islamica).
La rapida crescita della popolazione cittadina, avvenuta a cavallo della fine del XX secolo, ha costituito un grave problema sulla capacità delle strutture sanitarie. L'Ospedale Universitario Ibn Tofail è uno dei principali ospedali della città. Nel febbraio 2001, il governo marocchino ha firmato un contratto di finanziamento per il valore di 8 milioni di dollari con il Fondo dell'Opec per lo sviluppo internazionale per contribuire a migliorare i servizi medici in ed intorno a Marrakech. Ciò ha portato all'ampliamento degli ospedali Ibn Tofail e Ibn Nafess. Sette nuovi edifici sono stati costruiti, con una superficie totale di 43.000 m2. Il sistema sanitario è stato fornito di una nuova radioterapia e attrezzature mediche, e sono stati ristrutturati 29.000 metri quadrati di spazio ospedaliera esistente.
Nel 2009, il re Mohammed VI ha inaugurato un ospedale psichiatrico regionale a Marrakech, finanziato dalla Fondazione Mohammed V per la Solidarietà, costato 22 milioni di dirham (circa 2,7 milioni di dollari). L'ospedale dispone di 194 posti letto e che copre una superficie di 3 ettari. Mohammed VI ha anche annunciato alcuni piani per la costruzione in città di un ospedale militare da 450 milioni di dirham.

## Galleria d'immagini

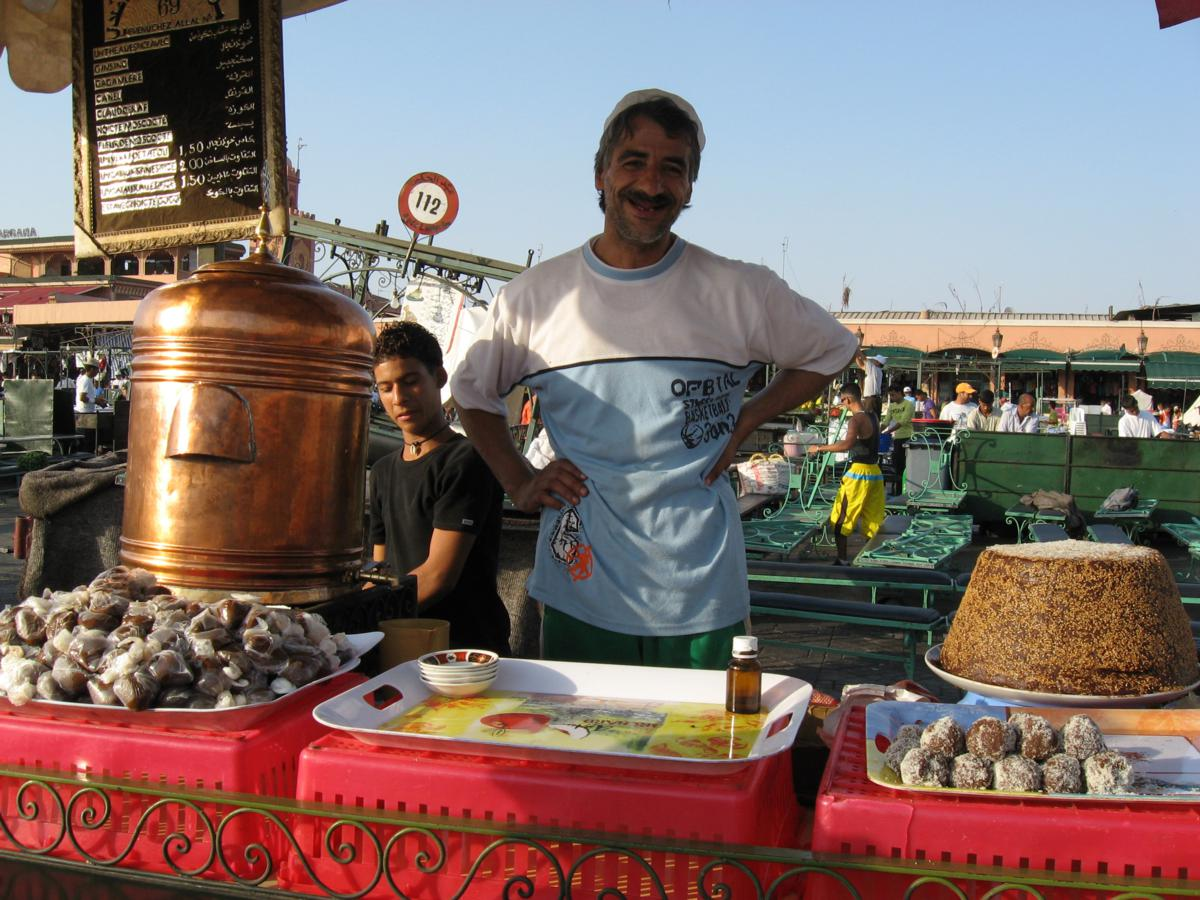
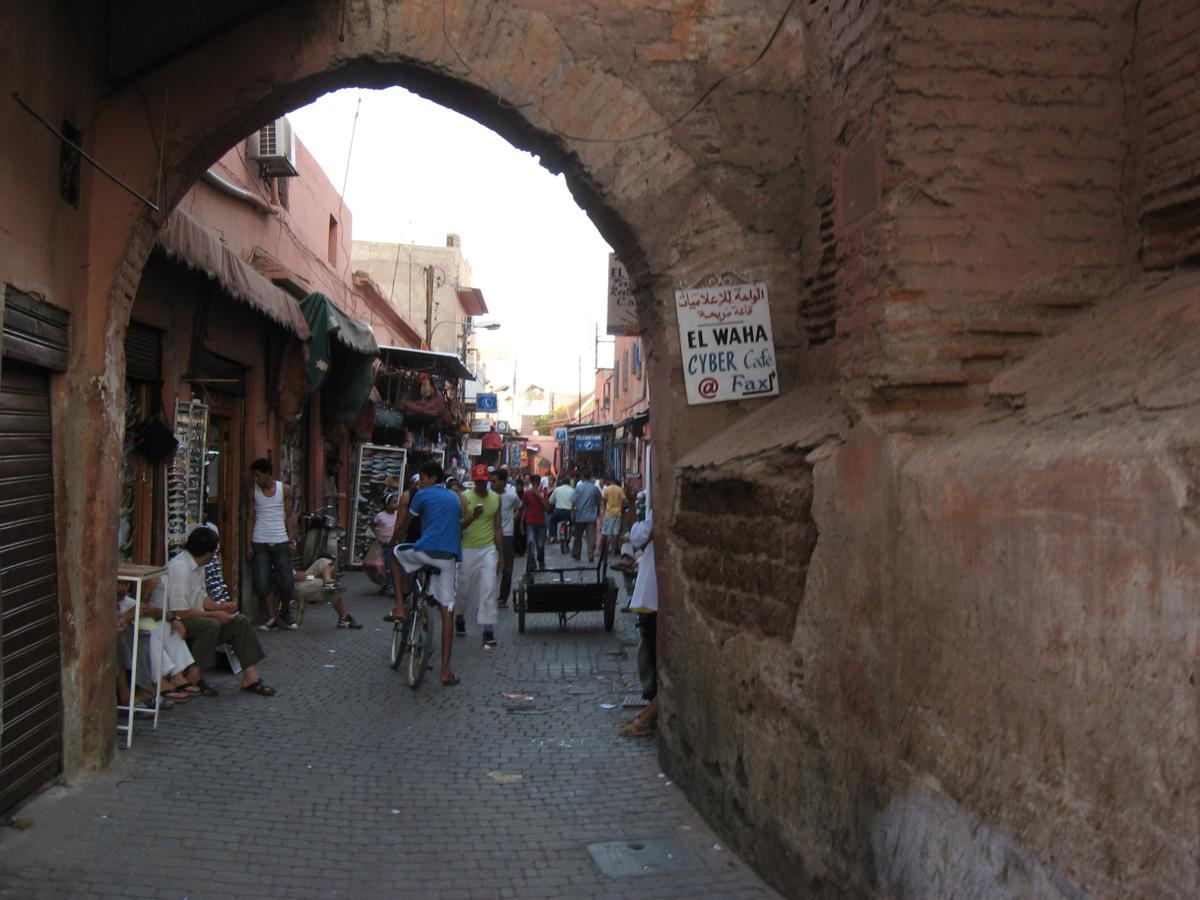
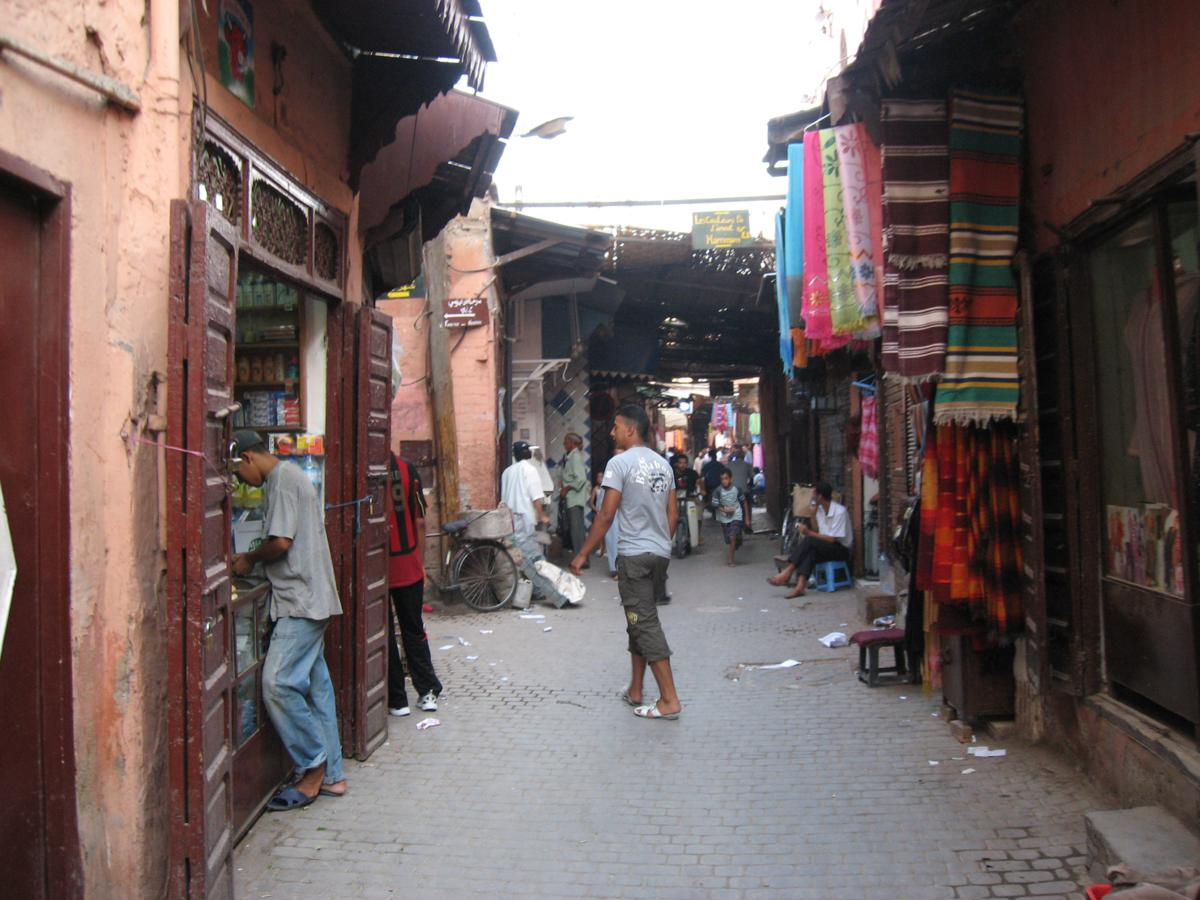
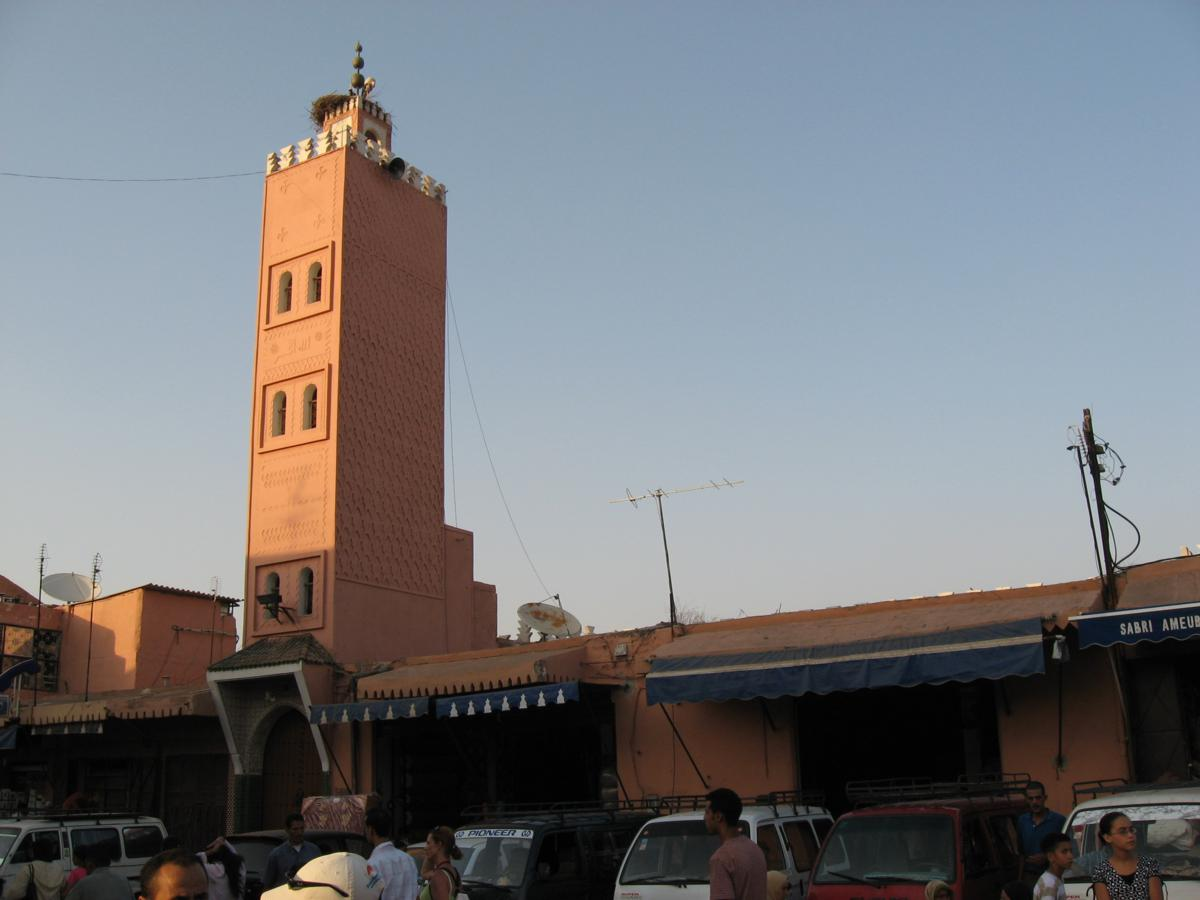
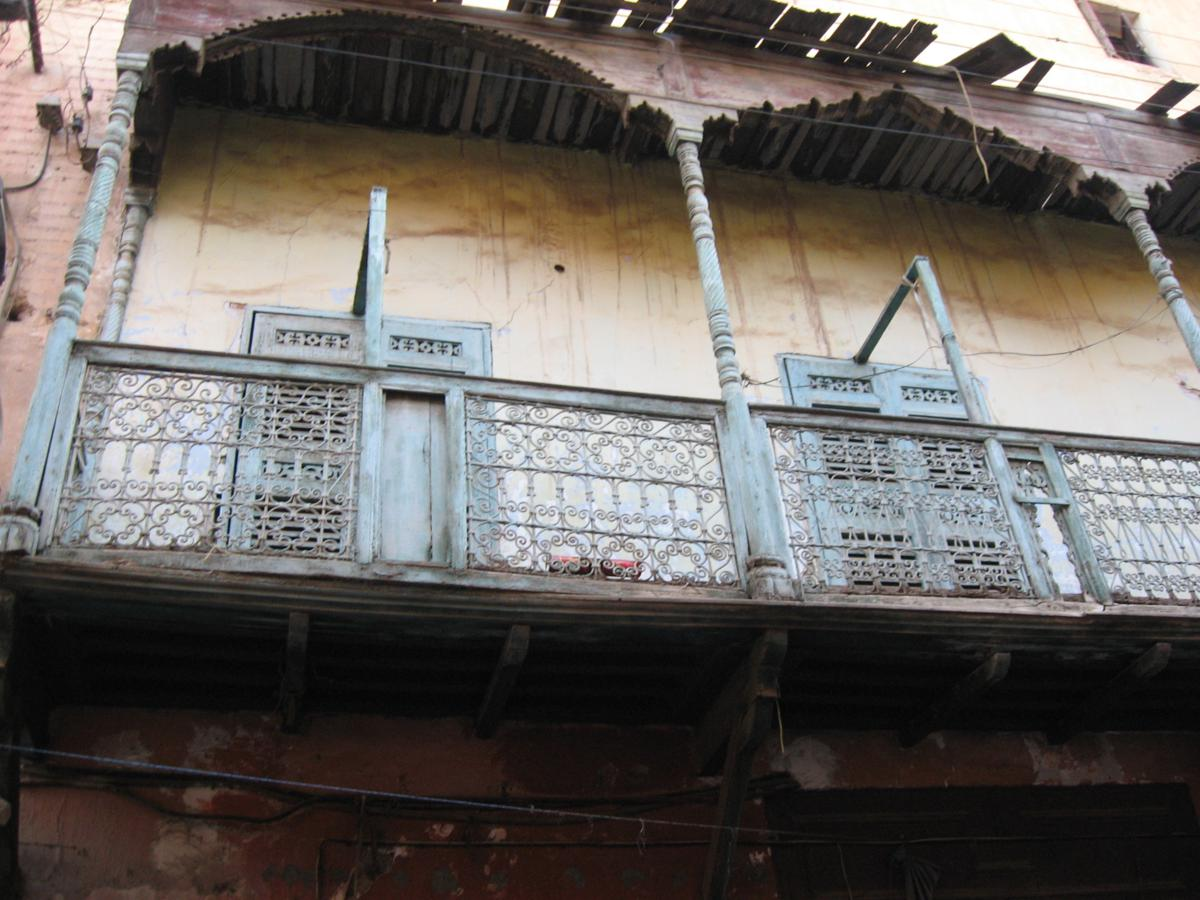
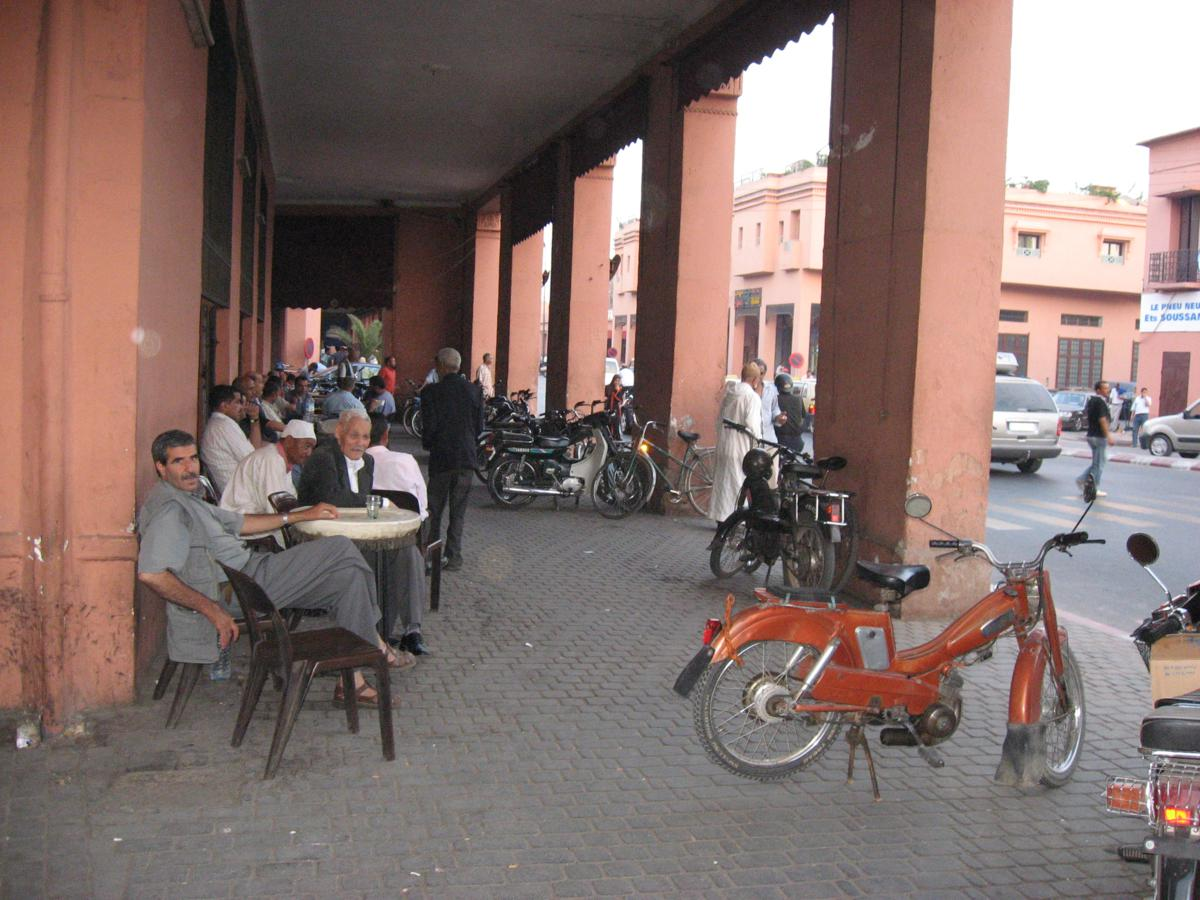